# Macrosiphum multipilosum
Macrosiphum multipilosum är en insektsart. Macrosiphum multipilosum ingår i släktet Macrosiphum och familjen långrörsbladlöss. Inga underarter finns listade i Catalogue of Life.